# Cliff Jordan (album)
| Recensione | Giudizio |
| ---------- | -------- |
| AllMusic   | [ 1 ]    |

Cliff Jordan è il secondo album discografico di Cliff Jordan, pubblicato dall'etichetta discografica Blue Note nel dicembre 1957.

## Tracce
Lato A
1. Not Guilty – 11:43 (Clifford Jordan)
2. St. John – 8:18 (John Jenkins)

Lato B
1. Blue Shoes – 9:38 (Curtis Fuller)
2. Beyond the Blue Horizon – 6:59 (Leo Robin, Richard Whiting, W. Frank Harling)
3. Ju-Ba – 3:55 (Lee Morgan)

## Musicisti
- Cliff Jordan - sassofono tenore
- John Jenkins - sassofono alto
- Ray Bryant - pianoforte
- Lee Morgan - tromba (brani: St. John, Beyond the Blue Horizon e Ju-Ba)
- Curtis Fuller - trombone (eccetto brano: Ju-Ba)
- Paul Chambers - contrabbasso
- Art Taylor - batteria

Note aggiuntive
- Alfred Lion - produttore
- Registrazioni effettuate al Rudy Van Gelder Studio di Hackensack, New Jersey il 2 giugno 1957